# Sziget (фестивал)
 (транскр.  Сигет) је један од највећих музичких и културних фестивала у Европи. Одржава се сваког августа на острву Обуда које се простире на 108 хектара на северу Будимпеште. Фестивал је прерастао из релативно малог студентског догађаја 1993. године у истакнути европски рок фестивал, док половина посетилаца долази ван Мађарске, посебно из западне Европе. Године 2019. посетило га је више од 565.000 људи.

## Историја
Након завршетка комунистичке ере у Мађарској 1989. године, некадашња живахна летња фестивалска сцена у Будимпешти суочила се са кризом због изненадног губитка владиног финансирања. Група извођача и рок ентузијаста предложила је Sziget као начин да се премости овај јаз. Фестивал је покренут 1993. године, првобитно под називом Diáksziget. Први фестивал организовали су љубитељи музике који се њом баве у своје слободно време. Између 1996. и 2001. спонзорисао га је Pepsi, док је назив гласио Pepsi Sziget. Актуелни назив преузео је 2002. године.
Национални институт за промоцију здрављ урадио је и објавио опсежну анкету о понашању и расположењу посетилаца фестивала. Истраживање је између осталог открило да је сексуални контакт 9,4% посетилаца фестивала био незаштићен.
Sziget је познат по томе што садржи извођаче који припадају различитим жанровима. Године 2006. поред главне бине са главним популарним рок извођачима, појавила се блуз бина, џез шатор, етно музичка бина итд.
Фестивал је популаран међу грађанима Западне Европе. Око 50% посетилаца долази изван Мађарске, а највећа група долази из Холандије. Многи такође долазе из Белгије, Уједињеног Краљевства, Немачке, Италије, Француске, Ирске и Румуније.
Будући да се налазе на острву, неки посетиоци фестивала су покушали да уђу пливајући Дунавом или веслајући на сплавовима на надувавање. Организатори обесхрабрују ове покушаје јер су опасни због незгодне природе Дунава.